# قلی‌آباد (کبودرآهنگ)
قلی‌آباد (کبودرآهنگ)، روستایی از توابع بخش مرکزی شهرستان کبودرآهنگ در استان همدان ایران است.

## جمعیت
این روستا در دهستان حاجی لو قرار دارد و براساس سرشماری مرکز آمار ایران در سال ۱۳۹۵، جمعیت آن ۳۶ نفر (۱۴خانوار) بوده‌است.